# سوفیا تویبایوا
سوفیا تویبایوا (تاجیکی: София Эрҷоновна Тӯйбоева؛ ۳۰ ژانویهٔ ۱۹۱۳ – ۲۶ اکتبر ۱۹۹۶) بازیگر اهل اتحاد جماهیر شوروی سوسیالیستی بود. از فیلم‌هایی که وی در آنها بازی کرده می‌توان به فیلم سرگذشت یک شاعر اشاره نمود.
وی همچنین برندهٔ جوایزی همچون نشان پرچم سرخ کار و نشان لنین شده‌است.